# Val d'Abondance
Pour les articles homonymes, voir Abondance.
Le val d'Abondance, ou vallée d'Abondance, est une petite région naturelle du Chablais français, constituée par le bassin versant de la Dranse d'Abondance. Il s'étend sur environ 25 km de Chevenoz jusqu'à Châtel.
Le val d'Abondance est un pays savoyard, qui correspond à l'ancien canton d'Abondance, situé dans l'arrondissement de Thonon-les-Bains, département de la Haute-Savoie, région Auvergne-Rhône-Alpes.

## Toponymie
Cette partie de la haute-vallée de la Dranse a pris le nom de l'abbaye d'Abondance.
Le toponyme d'Abondance pourrait provenir du latin médiéval habundantia, écriture sous une forme erronée du latin abundantia, signifiant « richesse, abondance », de abundare (« déborder »). Toutefois pour le toponymiste Ernest Nègre, le [Domus] Abundantia trouverait son origine dans celui d'un nom d'un romain Abundantius,. Le site de la commune d'Abondance tout comme les auteurs de l'Histoire des communes savoyardes - Le Chablais indiquent que le toponyme pourrait provenir d'une origine burgonde, désignant une « maison d'été », et par extension « d'alpage ». Cette origine burgonde trouverait son explication avec la présence d'autres toponymes dans la vallée ayant également une origine antérieure à la romanisation.

## Géographie

### Localisation
Le val d'Abondance est situé dans les Préalpes françaises, dans le Haut-Chablais. Son territoire s'étend sur environ 178 km2.
La majeure partie du territoire est constituée de la partie haute de la vallée de la Dranse, et des montagnes environnantes dominées par les Cornettes de Bise (2 432 m) et le mont de Grange (2 432 m).
La vallée est délimitée lors de la fondation du prieuré en 1108. Elle englobe les terres du bassin versant de la Dranse d'Abondance pour les parties nord et sud jusqu'à l'affluent de l'Ugine, correspondant aujourd'hui au territoire de la commune de Vinzier, à la limite de Chevenoz, puis elle passe par le pas de Morgins, situé à l'est et un lieu-dit appelé dans la charte « pertuis » que les différents auteurs ont interprété comme étant le col du Corbier. Le pertuis signifiant en ancien français « trou, ouverture ».

### Communes
La vallée d'Abondance est occupée par six communes, auxquelles on ajoute parfois une septième (Bernex) :
- Abondance (1 343 hab.), un ancien chef-lieu de canton, une station touristique notamment tournée vers les sports d'hiver avec une station, et un village qui possède un collège et un lycée ;
- Bonnevaux (260 hab.) ;
- La Chapelle-d'Abondance (871 hab.), un village qui possède une station de sports d'hiver ;
- Châtel (1 201 hab.), un village qui possède une station de sports d'hiver ;
- Chevenoz (586 hab.) ;
- Vacheresse (785 hab.).

### Accès
Par la route depuis Genève (Suisse) et Thonon-les-Bains au nord-ouest, Évian-les-Bains au nord et le Valais (Suisse) par le Pas de Morgins à l'est.

## Histoire
L'histoire de la vallée est liée pour la période du Moyen Âge avec celle de son abbaye établit sous la forme d'un prieuré vers 1108 par des moines provenant de l'abbaye Saint-Maurice-d'Agaune (ou 1043 selon certaines sources). Il apparaît que la première installation s'est faite à proximité de la commune La Chapelle-d'Abondance avant d'être déménagée. Le prieuré est érigé en abbaye au XIIe siècle, on retrouve ainsi la mention Abundantina Ecclesia en 1154. Il se peut que cette évolution remonte à quelques années auparavant, probablement vers 1138-1144,.
Les droits de la vallée semblent avoir appartenu dès l'origine à l'abbaye. Les seigneurs de Féterne, originaire du Chablais, dont un est Guy est indiqué dans la charte de fondation du prieuré, sont mentionnés comme avoués. Le Chablais passe dans les années suivantes aux mains des Savoie.

## Activités

### Économie
- Artisanat.
- Commerce.
- Travailleurs frontaliers vers le canton suisse du Valais.
- Agriculture de montagne : élevage (la vache Abondance, chèvres, brebis), fourrage, miel...

La vallée est le berceau de la fabrication du fromage d'abondance, qui bénéficie d'une appellation d'origine contrôlée depuis 1990. Les producteurs de la vallée peuvent donner leur lait aux fruitères ou aux coopératives dont la Coopérative agricole laitière Pays de Gavot-Val d’Abondance. Le lait sert également à la production de tommes de Savoie, reblochon et autres fromages locaux.

### Tourisme, sports et loisirs
- Tourisme vert, nombreux sports et loisirs de printemps, d'été et d'automne : randonnées pédestre, cycliste, équestre, VTT, escalade, alpinisme, fantasticable, parapente, accrobranche, luge d'été, rollerbe, dévalkart, bowling, golf, mini-golf, pétanque, tennis, tir à l'arc, via ferrata, piscine, rafting, hydrospeed, canyoning, canoë-kayak, pêche en montagne, parcours santé et découverte, centre sportif, petit train touristique.
- Visites découverte : abbaye d'Abondance, maison du Fromage Abondance, maison des Sœurs, fruitière, La Vieille Douane.
- 3 stations de sports d'hiver (ski alpin et nordique, ski de randonnée, luge, nouvelles glisses, biathlon, raquettes, chiens de traineaux, patinoires, conduite sur glace, jardins d'enfants) : Abondance, La Chapelle-d'Abondance et Châtel, faisant partie du domaine des Portes du Soleil.

De nombreux événements sportifs internationaux ont lieu dans le val d'Abondance. Ainsi le village de Châtel accueille-t-il en 2024 les épreuves de vitesse des championnats du monde juniors de ski alpin.

## Patrimoine et culture
Le val d'Abondance possède un patrimoine environnemental et culturel important, notamment en lien avec l'installation de l'abbaye. Ce patrimoine a permis à la vallée d'obtenir le label « Villes et Pays d'art et d'histoire » avec l'appellation Pays de la Vallée d'Abondance.
La commune d'Abondance est le lieu d'implantation de l'ancienne abbaye d'Abondance, classée Monument historique (MH) en 1875,. Elle possède aussi une esplanade, la terrasse d'Abondance, inscrite en 1949 aux MH. On trouve au village La Maison du Fromage Abondance. L'ancien chef-lieu de la vallée est aussi le lieu où se trouve le point d'information touristique d'Abondance.
Les églises paroissiales des villages voisins font également l'objet d'une inscription à l'inventaire général du patrimoine culturel depuis 1995 :
- l'ancienne et la nouvelle nouvelle église dédiée à saint Maurice de Bonnevaux[14],[15],[16] ;
- l'église Saint-Maurice à La Chapelle-d'Abondance[17],[16] ;
- l'ancienne et la nouvelle église Saint-Laurent de Châtel[18],[19],[16] ;
- l'ancienne et la nouvelle nouvelle église dédiée à saint Jean Baptiste de Chevenoz[20],[21],[16] ;
- l'église Saint-Étienne restaurée de Vacheresse[22],[16].

Le petit patrimoine religieux (chapelles, oratoires) est aussi nombreux dans la vallée.